# Fuengirola

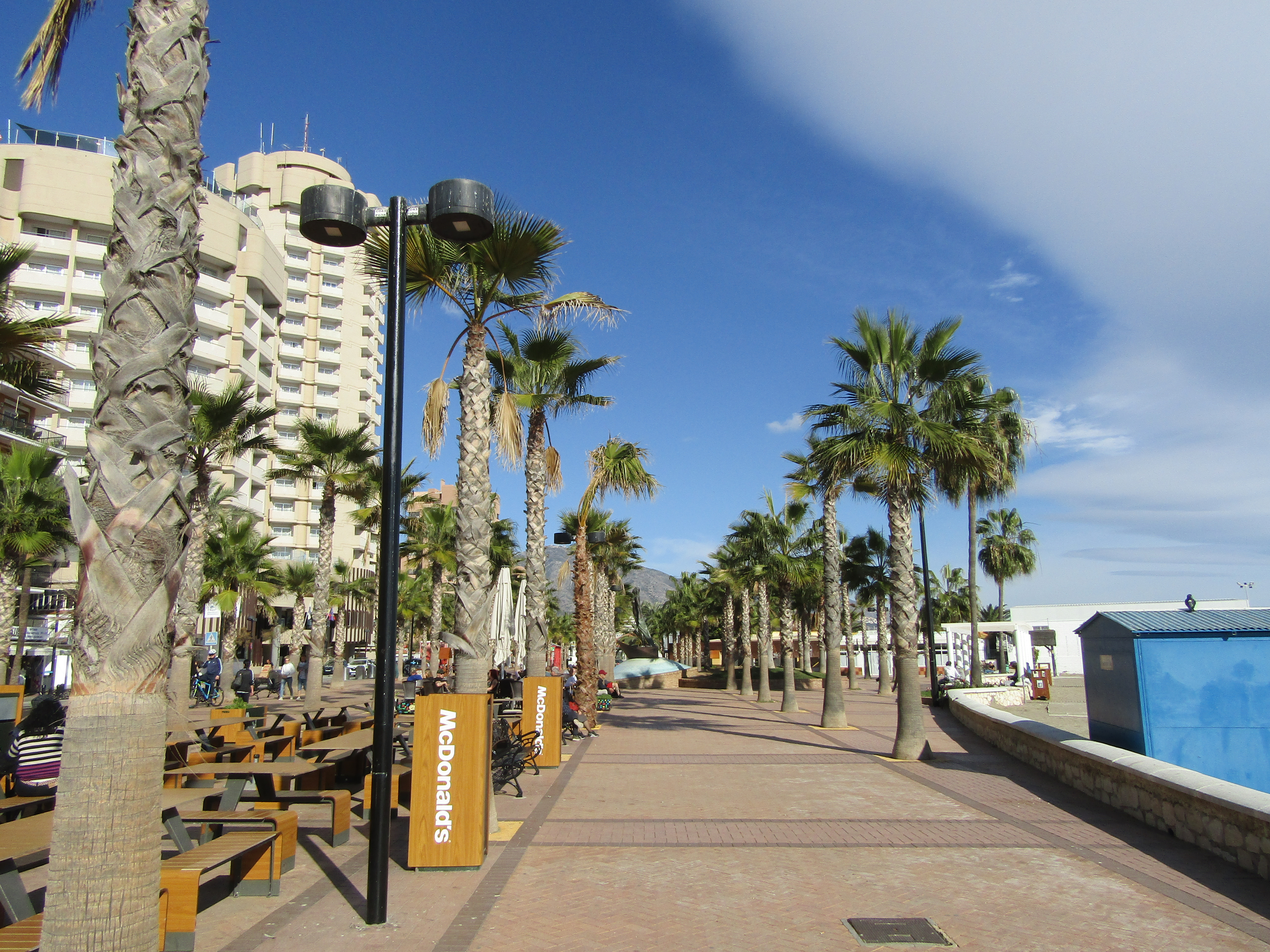
Strandpromenaden.

Fuengirola (spanskt uttal: [fweŋxiˈɾola]) är en stad och kommun i provinsen Málaga i den autonoma regionen Andalusien i södra Spanien. Staden ligger vid Medelhavet, cirka 27 kilometer sydväst om Málaga. Kommunen har 85 859 invånare (2024), på en yta av 10,31 km².
Kommunen gränsar i öster till Benalmádena och i norr och väster till Mijas rakt söderut ligger Medelhavet. Motorvägen A-7 går förbi Fuengirola. Kommundelen Las Lagunas i Mijas är helt hopbyggd med Fuengirola, de båda kommunerna var från början en kommun som delades i maj 1841.
Fuengirola, som från början var en liten fiskeby är numera nästan helt konstruerad och uppbyggd kring turism. Här har både spanjorerna själva och många andra européer semesterbostäder. Fuengirola är också centrum för den svenska, danska, norska och finska befolkningen utmed Costa del Sol. Här finns den Svenska skolan, Svenska kyrkan, Skandinaviska turistkyrkan och Spansk Nordiska Sällskapet med mera.
Staden har en 8 kilometer lång strandremsa och strandpromenaden är den längsta på hela kusten. Längs med strandpromenaden ligger många av stadens barer och restauranger och det finns också en småbåtshamn med 330 båtplatser. I staden finns också en fiskehamn med stor betydelse för stadens ekonomi. I Fuengirola finns Spanska solkustens enda djurpark, Bioparc Fuengirola. Staden har också en historisk tjurfäktningsarena.
Svenska schack-youtubern Anna Cramling är född i Fuengirola.